# Tuxedo Park
Tuxedo Park – wieś w Stanach Zjednoczonych, w stanie Nowy Jork, w hrabstwie Orange.